# Cho Kwang-rae
Cho Kwang-rae (* 19. März 1954 in Jinju, Gyeongnam) ist ein südkoreanischer Fußballtrainer und ehemaliger -spieler. Von Juli 2010 bis Dezember 2011 arbeitete er als Nationaltrainer für die südkoreanische Auswahl.

## Spielerkarriere

### Verein
Während seiner Zeit an der Yonsei-Universität entwickelte sich Cho Kwang-rae zu einem Leistungsträger der Universitätsmannschaft und rückte schon damals in den Fokus der Nationalmannschaft seines Heimatlands. Nachdem er seinen Abschluss machte, wechselte der Mittelfeldspieler zum Amateurverein POSCO. Bereits ein Jahr darauf wechselte er in die Militärmannschaft Korean Loyalty. Nach Beendigung der Dienstzeit zog es ihn zum gerade gegründeten Klub Daewoo. Auf Anhieb wurde der Klub Vizemeister in der neu gegründeten Profiliga K-League. Für die Folgesaison änderte der Verein seinen Namen in Daewoo Royals. Nach dem guten Leistungen in der Vorsaison, schaffte es Cho mit seinem Team 1984 die nationale Meisterschaft zu gewinnen. Nach seinem zweiten Meisterschaftserfolg im Jahre 1987 gab er sein Karriereende bekannt.
Zu dem größten Erfolg zählt jedoch der Gewinn der Asian Club Championship 1985/86. Nachdem der Wettbewerb erstmals seit 1971 wieder ausgetragen wurde, schafften es die Royals ins Finale, wo sie auf Al-Hilal aus Saudi-Arabien trafen und sich mit 3:1 durchsetzten. Es war der erste Sieg in diesem Wettbewerb für einen südkoreanischen Verein. Als Gewinner qualifizierte man sich zudem für das Endspiel um den Afroasiatischen Pokal, der 1986 zum ersten Mal ausgespielt wurde. Chos Mannschaft spielte damals gegen das marokkanische Team von FAR Rabat und behielt auch hier mit 2:0 die Oberhand.

### Nationalmannschaft
Cho Kwang-rae war zwischen 1975 und 1986 Nationalspieler Südkoreas. Bei den Asienspielen 1978 im Dezember des Jahres, gehörte er zum Aufgebot des Teams, das den Fußballwettbewerb gewann. Acht Jahre später, 1986, wiederholte die Mannschaft diesen Erfolg im eigenen Land. Ebenfalls 1986 gehörte er zum Aufgebot von Trainer Kim Jung-nam bei der Weltmeisterschaft in Mexiko. Dort kam er in allen drei Spielen zum Einsatz. Sein WM-Debüt gab er am 2. Juni 1986 im Spiel gegen Argentinien, als er in der 68. Minute für Kim Pyung-seok eingewechselt wurde. Südkorea schied mit einem Punkt in der Vorrunde als Tabellenletzter der Gruppe A aus.

## Trainerkarriere
Nachdem Cho seine aktive Karriere beendet hatte, übernahm er das Amt des Übungsleiters bei seinem ehemaligen Klub Daewoo Royals. Diesen Posten hatte er für die kommenden fünf Jahre unter wechselnden hauptverantwortlichen Managern inne. Nachdem er 1990 auf Platz zwei in der Liga gekommen war, konnte er 1991 auch als Trainer den Pokal der K-League in den Händen halten.
1992 übernahm er erstmals das Traineramt bei der Nationalmannschaft, kehrte aber im gleichen Jahr noch wieder zu den Daewoo Royals zurück. In zwei Jahren reichte es nicht zu einem erneuten Titelgewinn. 1995 ging Cho zum neu gegründeten Ligakonkurrenten Suwon Samsung Bluewings. Auf Anhieb führte er das Team zur Vizemeisterschaft 1996 und ins Finale um den nationalen Pokal, wo man aber den Pohang Atoms im Elfmeterschießen unterlag. 1997 trennten sich die Wege beider Parteien wieder.
Nach fast zwei Jahren Pause heuerte Cho 1999 bei den Anyang LG Cheetahs an. Dort formte der Fußballlehrer eine spielstarke Mannschaft und mit Hilfe des später auch in Europa bekannten Lee Young-pyo und dem Stürmerstar Choi Yong-soo gewann die Mannschaft 2000 die erste südkoreanische Meisterschaft der Vereinsgeschichte. Dieser Titel konnte in der Folgesaison nicht verteidigt werden und es reichte hinter Seongnam Ilhwa Chunma nur zum zweiten Platz. Allerdings sicherte man sich den Supercup. 2002 führte Cho die Cheetahs bis ins Finale um die AFC Champions League. Dort scheiterte man aber an Chos ehemaligem Verein Suwon Samsung Bluewings mit 2:4 nach Elfmeterschießen.
Nachdem der Verein sich 2004 in FC Seoul umbenannt hatte, verließ Cho den Klub und pausierte für die kommenden drei Jahre. 2007 widmete er sich dann aber wieder dem Fußball und wurde neuer Trainer des 2005 gegründeten Gyeongnam FC. Cho sollte in den kommenden Jahren eine starke Mannschaft aufbauen, die im Kampf um den Titel konkurrenzfähig sein konnte. Eine seiner ersten Handlungen war es, den jungen Seo Sang-min und den Brasilianer Índio ins Team einzubauen, was ihm auch gelang. Cho führte das Team ins Finale des nationalen Pokalwettbewerbs. In der Liga gelang aber weder 2008 noch 2009 der Einzug in die Play-offs um die Meisterschaft. Auch 2010 ging Cho mit dem Gyeongnam FC in die Saison, verließ den Klub jedoch zur Mitte der Spielzeit und wurde durch Kim Kwui-hwa ersetzt.
Im Juli 2010 wurde bekannt, dass Cho neuer Trainer der südkoreanischen Nationalmannschaft wird und den nach der Weltmeisterschaft 2010 zurückgetretenen Huh Jung-moo ersetzt. Er erhielt einen Zwei-Jahres-Vertrag. Im Januar 2011 nahm Cho mit Südkorea an der Asienmeisterschaft 2011 teil, wo man Platz drei belegte. Anschließend sollte der Trainer die südkoreanische Mannschaft zur Fußball-Weltmeisterschaft 2014 führen. Nach gutem Start in die Qualifikationsphase wurde Cho im Dezember 2011 nach der ersten Niederlage in der Qualifikation gegen den Libanon vom südkoreanischen Verband entlassen, da diese die Teilnahme an der WM in Gefahr sahen.

## Erfolge

### Als Spieler
- Südkoreanischer Meister mit Daewoo Royals: 1984, 1987
- AFC Champions League mit Daewoo Royals: 1986
- Afroasiatischer Pokal mit Daewoo Royals: 1986
- Gewinn der Asienspiele: 1978, 1986

### Als Trainer
- Südkoreanischer Meister mit Daewoo Royals: 1991
- Südkoreanischer Meister mit Anyang LG Cheetahs: 2000
- Supercup mit Anyang LG Cheetahs: 2001